# Ribeiroia ondatrae

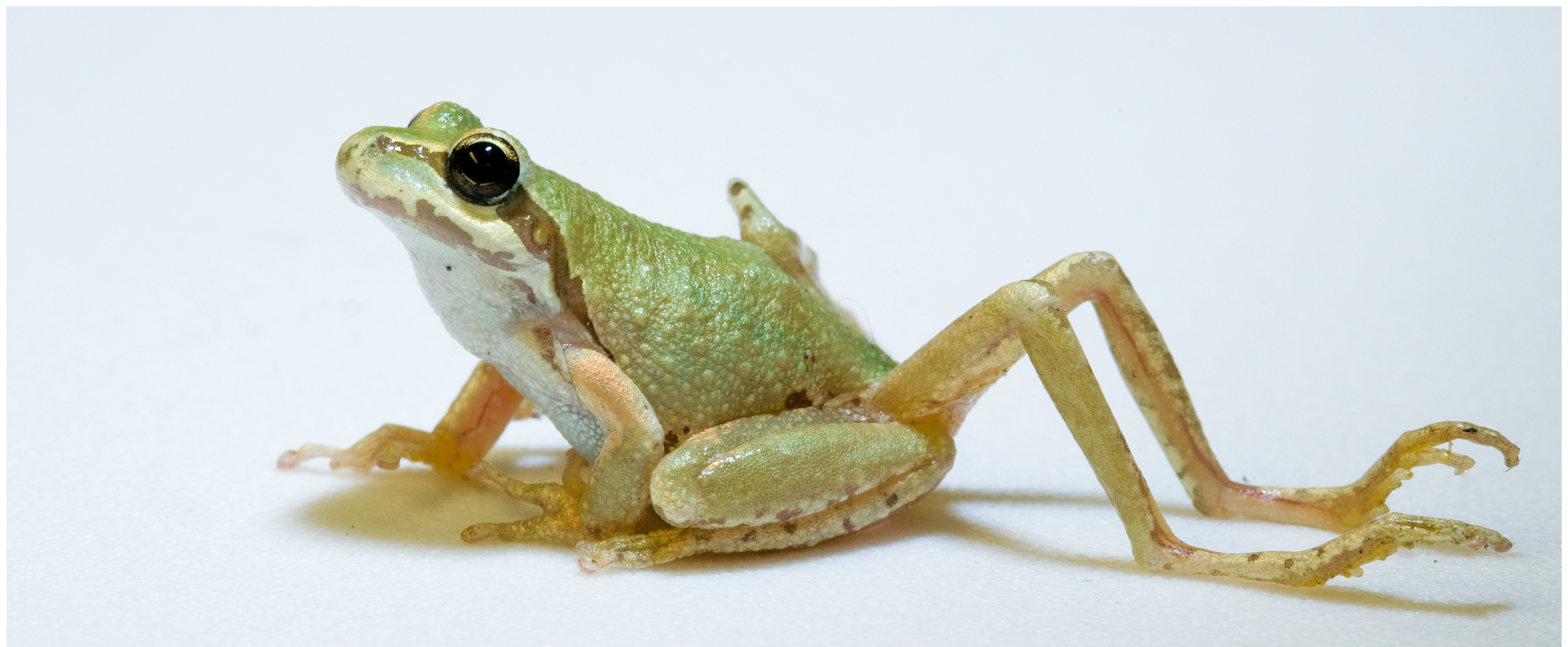
Pazifischer Laubfrosch mit deformierten Gliedmaßen hervorgerufen durch Ribeiroia ondatrae

Ribeiroia ondatrae ist ein parasitischer Saugwurm, dessen Larven Amphibien befallen können und bei infizierten Tieren zu Missbildungen wie deformierten, fehlenden oder überzähligen Gliedmaßen führen kann.
Im Jahre 2002 veröffentlichten Pieter Johnson von der University of Wisconsin und Kollegen anderer Institute in der Zeitschrift Ecological Monographs (Bd. 72, S. 151) Forschungsergebnisse zu Untersuchungen an 12.000 Amphibien mit Missbildungen. Bei mit dem Saugwurm Ribeiroia ondatrae „infizierten Tieren findet man abgekapselte Ruhestadien, so genannte Zysten, unter der Haut an den Ansatzstellen von Extremitäten und Schwanz. Es stellte sich heraus, dass nur mit dem Ausmaß des Parasitenbefalls ein Zusammenhang zu den Deformationen hergestellt werden konnte“ und nicht wie zuvor vermutet ein direkter Zusammenhang mit der Konzentration von Nitrat, Phosphat oder Pflanzenschutzmitteln. „Je stärker die Amphibienpopulation mit Ribeiroia infiziert war, desto häufiger und schwerwiegender waren die Missbildungen.“

## Lebenszyklus
Hauptwirte des ausgewachsenen Saugwurms sind Wasservögel, mit deren Kot Wurmeier ins Wasser gelangen. Diese entwickeln sich nach ca. zwei Wochen zu Miracidien, die in die Wirtsschnecken eindringen (erster Zwischenwirt). Die Larven entwickeln sich in Posthornschnecken der Gattung Helisoma (syn. Planorbella), vor allem der häufigen Art Helisoma trivolvis, Familie Planorbidae. Dort wandeln sie sich im Herzen des Wirts um in Sporozysten, die Stablarven (Redien) freisetzen, die in Nieren, Gonaden und den vorderen Teil der Mitteldarmdrüse einwandern. Redien können alternativ Tochter-Redien oder Zerkarien freisetzen. Die Schnecke verliert durch den Parasiten ihre Fortpflanzungsfähigkeit (Kastration). Die Zerkarien verlassen die Schnecke, dringen dann in Kaulquappen ein und bilden dort Metazerkarien, die vom Wirt in Zysten abgekapselt werden (zweiter Zwischenwirt). Metazerkarien-Zysten der Art sind etwa 300 bis 350 Mikrometer lang. Charakteristisch für die Gattung sind seitliche Divertikel des Ösophagus der Metazerkarien. Die Zysten stören die normale Entwicklung von Gliedmaßen, entweder mechanisch oder möglicherweise auch durch abgegebene Signalmoleküle. Der Lebenszyklus schließt sich, wenn infizierte Amphibien von Wasservögeln gefressen werden (40 Arten als Wirt bekannt, sehr selten erfolgt eine Weiterentwicklung auch in Säugetieren). Die aus der dünnwandigen Zyste freigesetzten Metazerkarien entwickeln sich weiter zum adulten Saugwurm, der etwa 1,7 bis 2,8 Millimeter Länge erreicht. Der Wurm lebt vor allem im Drüsenmagen (Proventriculus) des Wirts. Die Untersuchungen unter der Leitung von Pieter Johnson (University of Wisconsin) ergaben, dass die Zahl der Helisoma-Schnecken an einem Standort ein direktes Maß für den Parasitenbefall der Amphibien darstellt.

## Einflüsse
Der genaue Mechanismus der Missbildung ist nicht bestimmt worden, aber es wurde vermutet, dass die Verformungen aus der mechanischen Zerstörung der Zellen durch die abgekapselten Ruhestadien (Zysten) innerhalb des Amphibienlarvenstadiums resultieren.
Weiter konnte festgestellt werden, dass der Parasit besonders zahlreich in eutrophierten (nährstoffreichen) Gewässern auftaucht. Es wird von den Forschern ein Zusammenhang mit diversen Düngemitteln und dem Phosphateintrag vermutet. Das Herbizid Atrazin könnte bei Amphibien das Immunsystem schwächen und so die Frösche anfälliger für Infektionen machen. Auch der Einfluss von Pestiziden wird untersucht.
Studien zeigen, dass die am häufigsten bei Fröschen oder Kröten betroffenen Stellen für Fehlbildungen die Hinterbeine sind. Jedoch scheint es eine Mengenabhängigkeit zu geben, die beeinflusst, wo eine Missbildung auftreten kann: So kann eine moderate Menge an Ribeiroia ondatrae die Vorderbeine von Amphibien beeinflussen, während ein schwerer Befall sich jedoch nicht auf die Vorderbeine, sondern nur auf Missbildungen an den Hinterbeinen auszuwirken scheint.
Eine hohe Biodiversität, so postulierten die Forscher um Pieter Johnson (University of Colorado Boulder) im Jahr 2013, schütze die Amphibien vor Krankheiten durch Parasiten. Die Untersuchung von 345 Teichen haben gezeigt, dass die Tierwelt umso gesünder sei, je gemischter sie ist, d. h. je mehr Arten in einem Tümpel leben. „In Teichen mit sechs verschiedenen Amphibienarten war die Zahl der fehlgebildeten Tiere um mehr als die Hälfte geringer als in Gewässern mit nur einer Art. Die Übertragungsrate des Parasiten sank um fast 80 Prozent.“
Weitere Studien zeigten, dass im Gewässer meist nur ein relativ geringer Teil der Schneckenpopulation infiziert ist (1 bis 5 Prozent), auch wenn die Infektion der Kaulquappen schon sehr hoch liegt (50 bis 100 Prozent). Der Parasit ist also am besten im Amphibienwirt nachzuweisen, dies erfolgt durch Dissektion und anschließende mikroskopische Suche. Die zystierten Metazerkarien sitzen meist unmittelbar unter der Haut, oberhalb der Skelettmuskulatur.

## Verbreitung
Die Art ist bisher nur aus Nordamerika sicher nachgewiesen, wo sie weit verbreitet ist. In der Karibik lebt eine verwandte Art, Ribeiroia marini (Faust & Hoffmann, 1934). Die sehr ähnliche Art konnte molekulargenetisch unterschieden werden, ihr Zwischenwirt sind Schnecken der Gattung Biomphalaria. Eine, möglicherweise weitere Art wurden aus dem Kongo (Afrika) beschrieben. Vor kurzer Zeit wurde eine weitere, bisher unbeschriebene Art der Gattung in Brasilien entdeckt. Missbildungen von Amphibien durch die anderen Arten der Gattung sind nicht bekannt geworden.